# Halle de Gontaud-de-Nogaret
La halle est un édifice située à Gontaud-de-Nogaret, dans le département de Lot-et-Garonne, en France.

## Localisation
La halle est située sur une place à côté de l’église Notre-Dame de Gontaud-de-Nogaret.

## Historique
La halle est détruite au cours du pillage et de l’incendie de la ville par les catholiques en 1580. 
Elle est reconstruite au XVIIe siècle.
Un devis de 1733 signalant des réparations montre que la halle est une première fois restaurée dans le deuxième quart du XVIIIe siècle. 
Vers 1888, la première travée du vaisseau central de la halle est surmontée d’un pavillon richement décoré, couvert d’un toit d’ardoise et surmonté d'un clocheton.
La halle a été inscrite au titre des monuments historiques le 14 août 1958,.

## Description
La halle rectangulaire a été construite en bois. C'est un édifice à trois vaisseaux. La charpente est soutenue par une succession de poteaux, elle est couverte d’un toit à longs pans en tuiles.